# Italské královské námořnictvo
Italské královské námořnictvo (italsky Regia Marina) bylo založeno společně se sjednocením Itálie v Italské království v roce 1861. Po vzniku republiky v roce 1946 došlo ke změně oficiálního názvu na Italské námořnictvo (italsky Marina Militare).

## Historie

### Prusko-rakouská válka

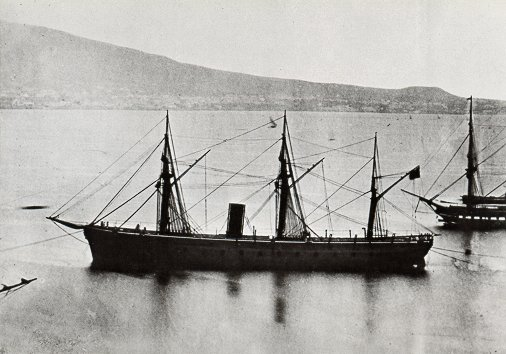
Obrněná šroubová fregata Re d'Italia

Italské královské námořnictvo mělo hrát významnou úlohu ve válce s Rakouským císařstvím, ale v tomto střetnutí žalostně zklamalo. Jeho velitel admirál Persano se dlouhodobě vyhýbal boji a když se k němu nakonec odhodlal, byl v červenci 1866 poražen výrazně slabší rakouskou flotou v bitvě u Visu. V bitvě ztratil obrněnou šroubovou fregatu Re d'Italia a dělový člun Palestro. Rakušané zaostávali kvalitou svých děl, a proto odvážně zaútočili klouny, čímž na mnoho let ovlivnili konstrukci válečných lodí a taktiku.

### První světová válka
Jelikož byla Itálie ještě před první světovou válkou ve spojeneckém svazku s Rakousko-Uherskem, počítalo se v případě války se společnými akcemi italského a rakousko-uherského námořnictva z Messiny. Tak mělo být zabráněno převozu vojáků z francouzských kolonií do Evropy. Ve skutečnosti však Itálie na počátku války zůstala neutrální a vyčkávala, kdo ji za vstup do války nabídne více.

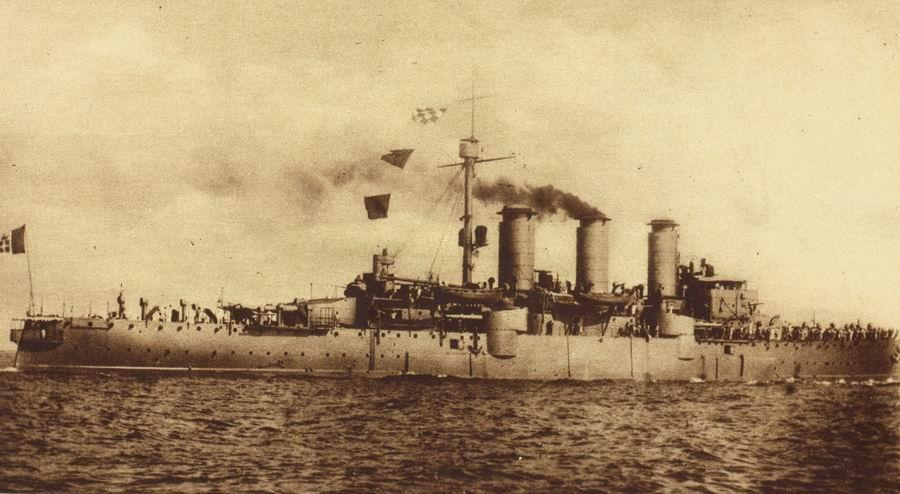
Pancéřový křižník Amalfi

Do konfliktu se proto zapojila až v květnu 1915 a to na straně Dohody. Hlavním nepřítelem italského námořnictva se tak stalo rakousko-uherské námořnictvo a hlavním operačním prostorem Jaderské moře. Hned druhý den po vstupu Itálie do války 24. května 1915, podniklo Rakousko-Uherské námořnictvo úspěšný útok na italské pobřeží, kterému italské námořnictvo nedokázalo zabránit a vysloužilo si za to silnou kritiku. Italové však zůstali po celou válku pasivní a spokojily se se zablokováním rakousko-uherského námořnictva v Jaderském moři (to zde celou válku vázalo také řadu britských a francouzských lodí), což ovšem neplatilo pro německé a rakousko-uherské ponorky operující z jaderských přístavů. Těm v akcích nezabránilo ani vybudování protiponorkové bariéry v Otrantské úžině. Hlavní tíhu bojů tak nesly lehké jednotky a křižníky.
Největší ztráty italskému námořnictvu způsobily sabotáže a ponorky. Po rakouských sabotážích vybuchl predreadnought Benedetto Brin a dokonce i moderní dreadnought třídy Conte di Cavour Leonardo da Vinci. Nepřátelské ponorky způsobily ztrátu predreadnoughtu Regina Margherita a pancéřových křižníků Amalfi a Giuseppe Garibaldi.
Největších úspěchů Italové paradoxně dosáhli nasazením těch nejmenších plavidel. Torpédové čluny MAS pod vedením Luigi Rizza nejprve v prosinci 1917 potopily rakousko-uherskou pobřežní obrněnou loď SMS Wien a 11. června následujícího roku jim za oběť padl dokonce rakousko-uherský dreadnought SMS Szent István. Tento den je v italském námořnictvu dodnes oslavován. Ještě po skončení bojů zničilo italské řiditelné torpédo Mignatta pomocí magnetické miny dreadnought SMS Viribus Unitis, který byl jen krátce předtím předán království Srbů, Chorvatů a Slovinců.

### Druhá světová válka

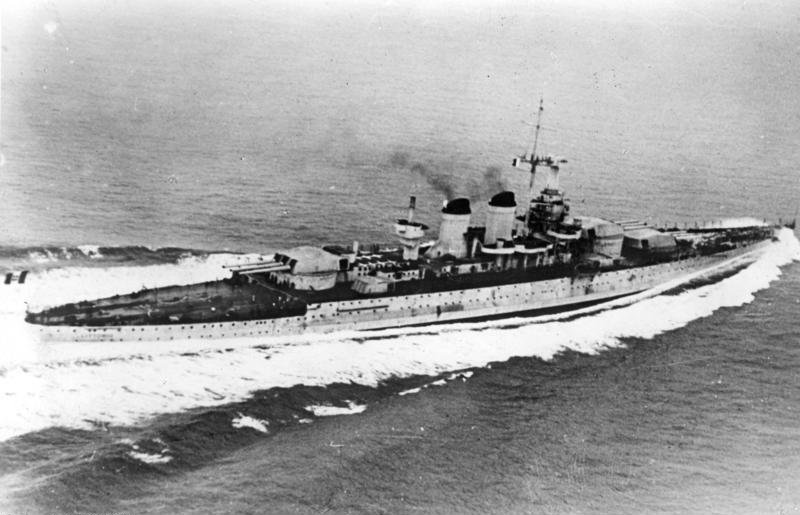
Bitevní loď Littorio

Do druhé světové války Itálie vstoupila dne 10. června 1940. Její námořnictvo tehdy bylo čtvrté nejsilnější na světě, ale ve válce utrpělo nemalé ztráty. Hlavním operačním prostorem bylo Středozemní moře. Rovněž v Italské východní Africe byly některé válečné lodě, italské ponorky také doplňovaly ty německé v Atlantiku a italské torpédové čluny s dalšími plavidly operovaly v rámci kampaně proti Sovětskému svazu v Černém moři a na Ladožském jezeře.

## Kapitulace, obnova a přejmenování

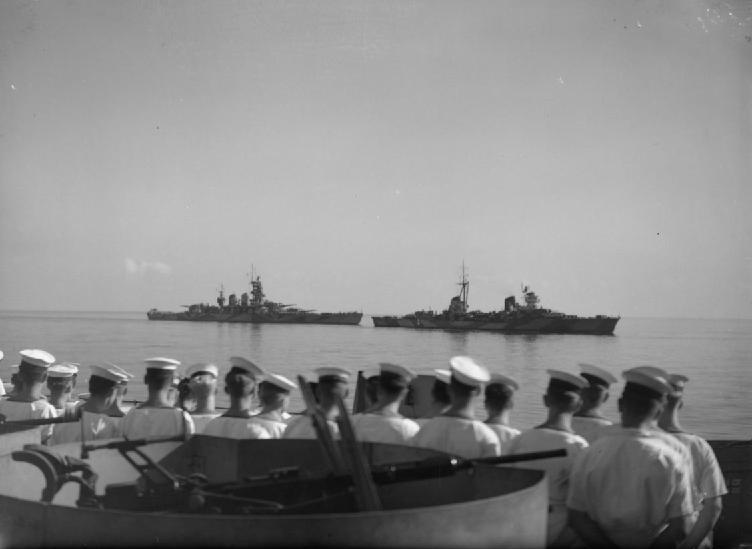
Italská kapitulace — jádro italského královského loďstva připlouvá na Maltu, aby zde bylo internováno. Nastoupená posádka britské bitevní lodi HMS Warspite sleduje italský lehký křižník a bitevní loď třídy Littorio.

V roce 1943 italská vláda podepsala kapitulaci. Kapitulace znamenala předání části lodí do rukou Spojenců a ukořistění dalších lodí Německem (často je potopily vlastní posádky, řada z nich byla následně potopena v přístavech spojeneckým letectvem). Když jádro italského námořnictva odplouvalo na Maltu k internaci, pomocí kluzákových pum Fritz X ho napadly německé bombardéry, které docílily tří zásahů. Jednou pumou zasažená bitevní loď Italia byla těžce poškozena, zatímco Romu zasáhly pumy dvě. Loď se po výbuchu rozlomila a potopila.
Větší část lodí, které válku přečkaly, si poté rozdělily vítězné státy — například lehké křižníky Attilio Regolo a Scipione Africano převzalo francouzské námořnictvo, Duca d'Aosta sovětské námořnictvo a Eugenio di Savoia řecké námořnictvo. Sovětskému svazu byla navíc předána bitevní loď Giulio Cesare. Rovněž italské přístavy byly po válce poškozené a mnohdy zablokované potopenými plavidly.
Jelikož se Itálie změnila roku 1946 z království na republiku, bylo její námořnictvo přejmenováno na Marina Militare. Mírová smlouva podepsaná Itálií roku 1947 přinesla obnovovanému námořnictvu řadu omezení — nesmělo vlastnit jaderné zbraně, bitevní lodě, ponorky a rovněž mělo zakázáno provozovat letouny s pevnými křídly z palub lodí. Během několika let však kulminovala studená válka a z Itálie se brzy stal důležitý spojenec USA proti Sovětskému svazu ve strategickém prostoru Středomoří.